# 马克思列宁主义研究院
马克思列宁主义研究院（俄语：Институт марксизма-ленинизма）是位于苏联莫斯科的一个附属于共产主义学院的图书馆兼档案馆，其历史可追溯至1921年。该机构后附属于苏联共产党中央委员会，作为研究和出版马克思主义著作的官方机构。马列研究院收集马克思、恩格斯和列宁等马克思主义理论家的著作并出版。1931年，院长梁赞诺夫因意识形态原因被清洗。马克思恩格斯全集历史考证版由该机构出版。1991年后该机构被俄羅斯聯邦政府终止，所属档案转入俄罗斯国家社会政治史档案馆。

## 院长
- 弗拉基米尔·阿多拉茨基（英语：Vladimir Adoratsky）
- 马克·米丁
- 弗拉基米尔·克鲁日科夫（俄语：Кружков, Владимир Семёнович）